# Leptaulax intermedius
Leptaulax intermedius es una especie de coleóptero de la familia Passalidae.

## Distribución geográfica
Habita en Mindoro (Filipinas).